# United States Army pendant la Seconde Guerre mondiale
Pendant la Seconde Guerre mondiale, l'Armée américaine a joué un rôle central, avec des changements fondamentaux dans son objectif et sa structure. L'objectif principal de l'Armée américaine à cette époque était la mobilisation et le déploiement de troupes pour combattre les puissances de l'Axe, à savoir l'Allemagne, l'Italie et le Japon. Cela a nécessité une augmentation énorme du personnel et des ressources, entraînant la plus grande mobilisation militaire de l'histoire américaine jusqu'à ce moment-là.
Pour répondre aux exigences de la guerre, l'armée a réalisé plusieurs réformes. L'introduction du Selective Service Act en 1940 a permis la conscription de millions d'hommes américains, faisant passer la taille de l'armée d'environ 190 000 soldats actifs en 1940 à plus de 8 millions en 1945. Les programmes de formation ont été améliorés, et de nouvelles unités ont été formées, y compris des départements spécialisés comme les Army Air Forces, qui ont souligné l'importance des forces aériennes.
L'armée a également adopté des structures organisationnelles et des tactiques plus modernes, reflétant les leçons tirées de conflits antérieurs. Les innovations dans les domaines de la stratégie, de la logistique et de la technologie ont été prioritaires pour améliorer la puissance de combat. L'intégration des femmes dans l'armée par le biais d'organisations telles que les WAVES (Women Accepted for Volunteer Emergency Service) et les WACs (Women's Army Corps) a marqué un changement significatif dans la politique de personnel, même si la ségrégation raciale au sein des forces armées est restée un sujet important.

## Commandement, contrôle et organisation
Au début de la guerre, le commandement suprême de l'armée de terre et de l'armée de l'air était assuré par le ministère de la Guerre, lui-même placé sous l'autorité du président. Les structures de commandement étaient les mêmes que celles utilisées pendant la Première Guerre mondiale. En 1940, l'armée comptait sept forces armées, généralement considérées comme des forces de combat : Infanterie, cavalerie, artillerie de campagne, artillerie côtière, corps d'armée aérienne, corps du génie et corps des transmission.
Le ministère de la Guerre avait approuvé en 1921 un commandement suprême de l'armée américaine (General Headquarters, United States Army, GHQ), qui n'a toutefois été activé que le 26 juillet 1940. Il devait faciliter la mobilisation en supervisant l'organisation et l'entraînement des forces de terrain de l'armée sur le continent américain (Zone of Interior). En octobre 1940, le commandement des zones de corps d'armée fut séparé des quatre armées qui avaient été mises sur pied en 1932. Le 17 mars 1941, les États-Unis ont été divisés en quatre commandements de défense qui devaient devenir des zones d'intervention en cas de menace d'invasion. En plus de ces tâches de formation, le GHQ s'est vu confier le 3 juillet 1941 le commandement et la planification des opérations militaires dans la zone de l'intérieur. Le GHQ a été remplacé par les Army Ground Forces le 9 mars 1942. Les quatre commandements de défense et toutes les zones d'opération ont été placés sous l'autorité de l'état-major du ministère de la Guerre.

### État-major général

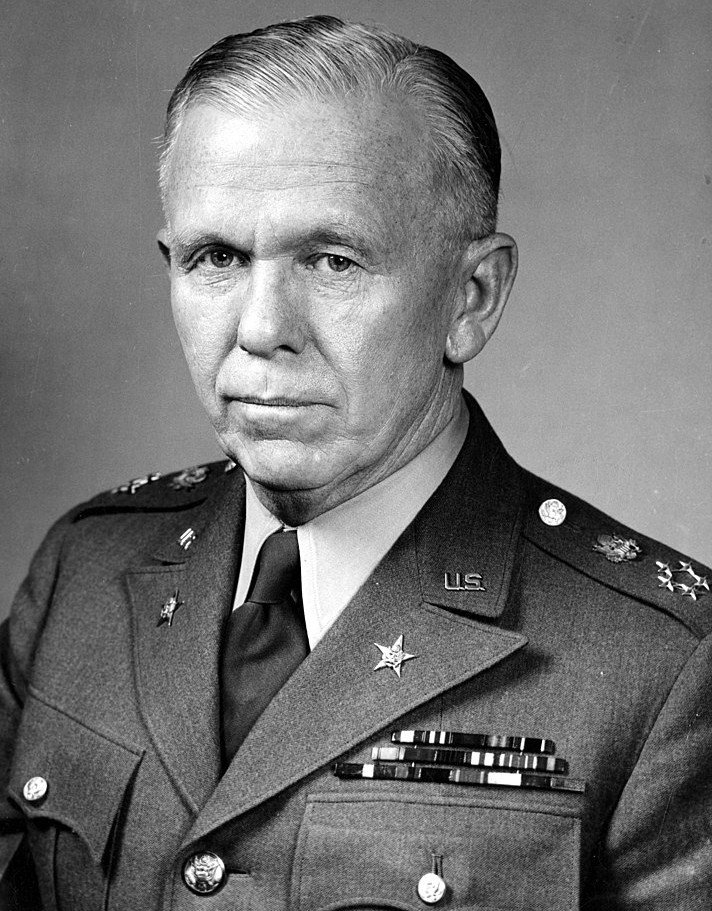
General of the Army George Catlett Marshall

L'état-major général de l'US Army était au cœur de la planification et de la coordination stratégiques. Il était composé de plusieurs départements :
- G-1 (Personnel) : Responsable de la gestion du personnel, du recrutement et des effectifs.
- G-2 (Renseignement) : Responsable de la collecte et de l'analyse des informations sur l'ennemi.
- G-3 (Opérations) : A coordonné la planification et la mise en œuvre des opérations militaires.
- G-4 (Logistique) : Se concentrait sur le ravitaillement et l'équipement des troupes.

Le chef militaire suprême de l'US Army était le chef d'état-major général, un rôle rempli par le général George C. Marshall pendant la Seconde Guerre mondiale. En outre, il existait un état-major spécial composé de la Legislative and Liaison Division, de l'Inspector General, du Manpower board, de la Budget Division et de la Civil Affair Division.,

### Armée de campagne
Une armée de campagne était théoriquement composée de trois corps, d'une brigade d'artillerie antiaérienne, de pionniers avec trois régiments généraux, six bataillons séparés, deux bataillons de pontons lourds et un bataillon de topographie, d'approvisionnement en eau et de camouflage, trois bataillons de chasseurs de chars, deux bataillons de télécommunications ainsi qu'une multitude de compagnies et d'unités de service. Pendant la Seconde Guerre mondiale, 11 armées au total ont été mises sur pied.
- 1re United States Army (1 oct. 1933)
- 2e United States Army (1 oct. 1933)
- 3e United States Army (1 oct. 1933)
- 4e United States Army (1 oct. 1933)
- 5e United States Army (5 janv. 1943)
- 6e United States Army (25 janv. 1943)
- 7e United States Army (10 juillet 1943)
- 8e United States Army (10 juin 1944)
- 9e United States Army (15 avril 1944)
- 10e United States Army (20 juin 1944)
- 15e United States Army (21 août 1944)

Les Première, Troisième, Cinquième, Septième, Neuvième et Quinzième armées ont servi en Europe, tandis que les Sixième, Huitième et Dixième armées ont été déployées dans le Pacifique. La cinquième et la septième ont été déployées en Afrique du Nord, tandis que la deuxième et la quatrième sont restées aux États-Unis et ont assumé des tâches de formation.

### Corps
Le Corps était théoriquement composé de trois divisions d'infanterie, d'un régiment de défense antiaérienne, d'un régiment de cavalerie motorisé, de deux régiments de pionniers, d'une brigade d'artillerie de campagne, d'un groupe de chasseurs de chars, d'un bataillon de transmissions et de diverses unités de service. La taille des états-majors de corps d'armée a été drastiquement réduite en 1943 par les Army Ground Forces, car le concept de corps d'armée se développait selon des directives flexibles qui prévoyaient que des bataillons de combat individuels pouvaient être affectés ou rattachés selon les besoins. Un corps d'armée devenait une combinaison variable de divisions et de bataillons, composée essentiellement d'un commandant et d'un petit état-major qui dirigeait les opérations de combat et commandait les unités de combat non divisionnaires qui lui étaient subordonnées. Il s'agissait d'éléments tels que l'artillerie de corps d'armée, les escadrons de cavalerie et les bataillons de chasseurs de chars. Ils ont été répartis entre les divisions, mis sur pied pour un soutien massif ou gardés en réserve. Les divisions ayant été rationalisées, le corps d'armée est devenu le quartier général pour l'engagement des éléments de combat dans les bonnes combinaisons tactiques pour chaque mission.

### Division
Les divisions étaient les plus grandes unités de l'armée avec une structure prescrite et fonctionnaient comme la plus petite formation englobant des unités de différentes armes et services. Elles étaient conçues pour une autonomie opérationnelle normale, qui variait selon le type de division. Étant donné qu'on supposait que la division blindée opérerait normalement à une distance considérable de la masse des forces, tout comme la division motorisée à une distance légèrement inférieure et la division d'infanterie au minimum, le soutien pour la maintenance, le ravitaillement et la technique était réparti en conséquence. Tous étaient limités au minimum, les corps et les armées étant conçus comme des pools d'unités spécialisées devant fournir le soutien nécessaire dans des circonstances inhabituelles.
Au cours de la Seconde Guerre mondiale, un total de 92 divisions ont été engagées, dont 89 ont survécu après la guerre. D'ici mai 1945, les cinq divisions les plus touchées (3e, 4e, 9e, 36e et 45e divisions d'infanterie américaines) avaient subi une perte de 176 %. Pour compenser partiellement ces pertes, les divisions non encore engagées ont été pillées sans ménagement. Cela a annulé une grande partie des programmes de préparation et de formation soigneusement élaborés qui avaient préparé les divisions, et beaucoup d'entre elles sont arrivées en tant que formations hâtivement renforcées avec un minimum de formation. Une division d'infanterie typique était composée de trois régiments d'infanterie, d'un peloton de reconnaissance, de quatre bataillons d'artillerie, d'un bataillon du génie, d'un bataillon de santé et de six unités spéciales comme une compagnie de signaux, une police militaire et une fanfare militaire.
La division véhicule blindé originale se composait d'une brigade de blindé avec trois régiments de blindé, deux avec des blindé légers et un avec des blindé moyens, ainsi qu'un régiment d'artillerie de campagne avec deux bataillons. Il y avait également un bataillon de reconnaissance blindée et un escadron d'observation aérienne attaché pour le renseignement, tandis que les éléments de soutien et de service comprenaient un régiment de grenadiers blindés, un bataillon d'artillerie de campagne, un bataillon du génie, une compagnie de signaux, une compagnie de maintenance, un bataillon de camions QM et un bataillon de santé. Avec la deuxième grande restructuration, entrée en vigueur le 15 septembre 1943, la division blindée légère a été introduite. Elle a réduit la force des chars en remplaçant les deux régiments (c'est-à-dire six bataillons de chars) par trois bataillons de chars. Le niveau régimentaire a été aboli dans toutes les divisions blindées, à l'exception des 2e et 3e divisions blindées américaines, qui sont restées dans l'ancienne structure. Cela aurait en fait dû signifier une réduction de moitié de la division blindée (trois au lieu de six bataillons) ; en réalité, la réduction était d'environ un tiers. Pour contrôler les réserves de la division, un autre commandement de combat a été introduit, appelé CCR [Combat Command Reserve] (ou CCC). Le bataillon de reconnaissance a été remplacé par une escadrille de reconnaissance de cavalerie, ce qui a fait baisser la force totale de la division de près de 4000 hommes.
Au cours de la Seconde Guerre mondiale, les divisions blindées ont subi six restructurations différentes, dont deux étaient réellement significatives. La première, entrée en vigueur le 1er mars 1942, a conduit à des divisions blindées lourdes. La brigade blindée a été dissoute avec l'un des régiments de chars, de sorte que deux commandements de combat (CCA et CCB) et deux régiments de chars ont été créés à leur place. Dans chaque régiment, il y avait trois bataillons de chars, le ratio de chars légers à moyens ayant été modifié, chaque régiment ayant maintenant deux bataillons moyens et un bataillon léger. L'artillerie a également été restructurée en trois bataillons séparés. Les commandements de combat ont donné à la division plus de flexibilité, car leur composition pouvait être modifiée en fonction de l'évaluation de la situation de combat par le commandant de la division.

### Régiment, compagnie et section
L'effectif du régiment d'infanterie standard a été modifié à plusieurs reprises au cours de la guerre. En juin 1941, il est passé de 2.542 à 3.340 hommes, puis a été réduit à 3.118 hommes jusqu'au 15 juillet 1943 et à 3.068 hommes jusqu'au 24 janvier 1945. Un régiment d'infanterie était composé d'une compagnie d'état-major, de trois bataillons d'infanterie, d'une compagnie antichar, d'une compagnie de canons et d'une compagnie d'appui et de ravitaillement. Un bataillon d'infanterie était composé de 871 hommes répartis en quatre compagnies plus l'état-major. Les compagnies comptaient 187 hommes et étaient composées de quatre sections. Une compagnie était commandée par un capitaine, une section par un lieutenant ou un sergent. Lorsque l'effectif était complet, une section comptait trois pelotons de 12 hommes chacun.,

## Recrutement

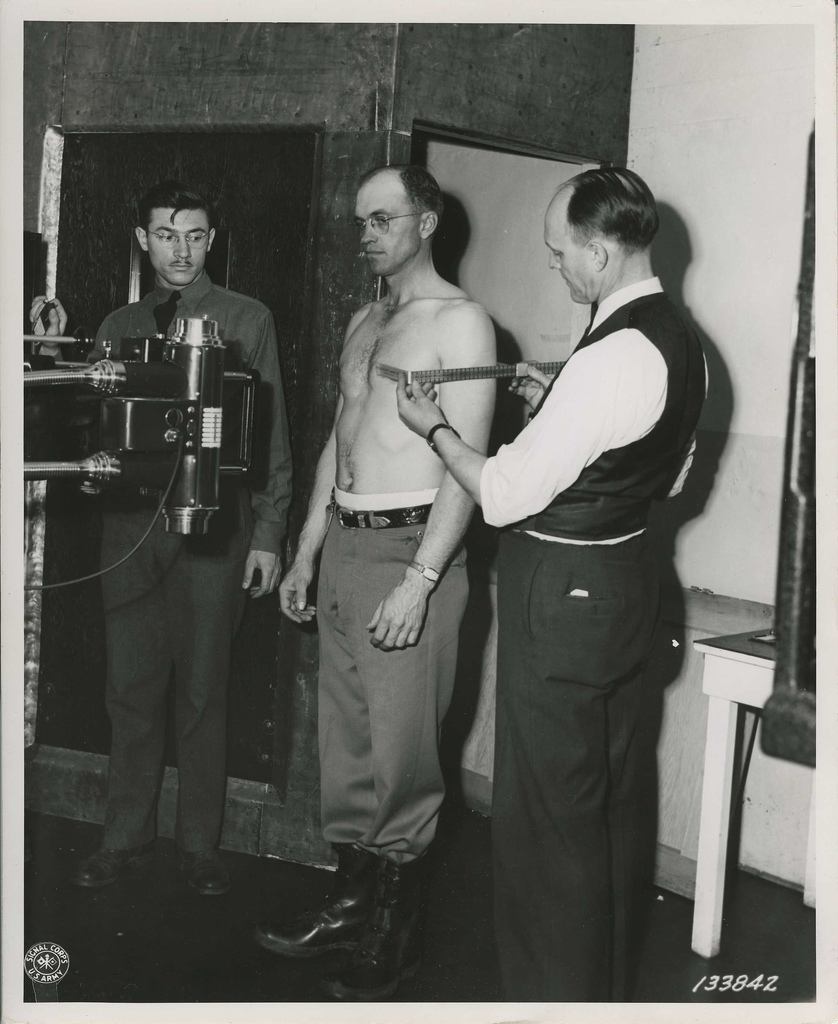
Un appelé reçoit une radiographie des poumons dans le cadre de son examen physique au centre de réception de Fort Douglas, UT.

Au début de la guerre, en décembre 1941, l'armée comptait 1 686 000 soldats répartis en 29 divisions d'infanterie, 5 divisions blindées et 2 divisions de cavalerie. Parmi ces divisions, seules deux se trouvaient en dehors de la zone continentale des États-Unis, les 34 autres manquaient d'équipements essentiels et seules 17 avaient reçu un entraînement suffisant pour être considérées comme prêtes au combat. En 1945, les effectifs atteignaient 7,7 millions de soldats. L'armée se compose de l'armée régulière, de la garde nationale et de la réserve Le Selective Training and Service Act du 16 septembre 1940 fixe l'âge de la conscription entre 21 et 45 ans. Le recrutement est effectué par le Selective Service. Le Selective Service se compose d'un bureau national et de 53 antennes réparties dans les différents États. Outre un bureau pour chacun des 48 États, il y avait également un bureau à Hawaï, en Alaska et à Porto Rico, ainsi qu'un bureau pour la ville de New York et le district de Columbia.
Au niveau local, les médecins nommés à 6 443 conseils locaux étaient responsables de l'évaluation initiale de l'état physique des inscrits. Contrairement au processus utilisé pendant la Première Guerre mondiale, le système de sélection n'incorporait pas les hommes dans le service. La décision finale concernant les qualifications d'un homme pour le service n'était pas prise par le conseil local, sauf dans les cas où l'homme était rejeté sans appel. Le conseil local prenait en compte tous les aspects des besoins en main-d'œuvre civile afin de déterminer si un homme était disponible pour le service. Si l'homme n'était pas jugé essentiel à l'effort civil, un médecin l'examinait pour détecter d'éventuels défauts physiques.
S'il n'était pas indiscutablement disqualifié selon les procédures en vigueur, il était envoyé aux forces armées pour un examen et une intégration supplémentaires. Aux stations d'incorporation de l'armée, les conseils médicaux examinateurs prenaient la décision finale concernant les qualifications physiques d'un inscrit. Des conseils consultatifs et des conseils d'appel étaient également mis en place pour aider les responsables du service de sélection et de l'armée, ainsi que les inscrits. Les conseils d'examen devaient être situés dans des centres de population, de préférence dans ou à proximité d'un poste ou d'une station militaire, tout en réduisant la distance parcourue par les inscrits de leur domicile au conseil d'examen. Il a été déterminé qu'environ la moitié de ces conseils pouvaient être établis dans des installations militaires. Les emplacements des conseils étaient suggérés par le Surgeon General, mais leur placement réel devait être laissé à la décision des commandants de zone de corps concernés.
Le conseil médical d'examen de l'armée devait être composé de 11 médecin militaire et 1 officier dentiste, de préférence des réservistes. L'officier responsable devait avoir été en service actif pendant une période suffisante pour lui permettre de superviser la préparation de la salle d'examen et de vérifier les fournitures et l'équipement. La responsabilité de la supervision de tous les conseils dans une zone militaire donnée devait incomber à un officier médical de l'armée régulière. Cependant, la rareté des officiers médicaux de l'armée régulière rendait cela peu pratique. En plus de l'officier en charge, le conseil devait être composé d'un chirurgien général, trois internistes, un orthopédiste, deux ophtalmologistes, un oto-rhino-laryngologiste, un neuropsychiatre, un pathologiste clinique et un dentiste.
Afin de faciliter le travail du conseil, il était jugé essentiel d'avoir l'assistance d'un total de 22 membres du personnel enrôlé ou de civils qualifiés. Ce complément devait comprendre deux sous-officiers (de préférence du département médical), un sténographe, un dactylographe, deux techniciens de laboratoire, huit personnes pour servir de secrétaires et huit personnes pour servir de messagers et effectuer des tâches générales. Lors de l'examen médical, qui comprenait la vision et l'audition, le poids, la taille, la santé dentaire et un contrôle des maladies héréditaires, les recrues étaient divisées en trois classes : 1-A totalement qualifiées physiquement pour le service militaire actif général, 1-B physiquement inaptes au service militaire actif général, mais aptes pour un service militaire spécial et limité, 4 inaptes.

## Conditions de vie

### Logement et alimentation
Pendant la Seconde Guerre mondiale, les conditions de vie des soldats américains variaient considérablement en fonction de l'endroit où ils étaient stationnés, de la phase de la guerre et de la branche de l'armée à laquelle ils appartenaient. Dans l'ensemble, les conditions étaient difficiles, mais l'armée américaine était mieux équipée et organisée que lors de la Première Guerre mondiale, grâce aux progrès réalisés dans les domaines de la logistique, des soins médicaux et de la technologie. Les soldats américains étaient généralement bien nourris par rapport aux autres armées. Ils recevaient différents types de rations, dont les rations A et B (utilisées derrière les lignes de front), les rations C (aliments en conserve pour les situations de combat) et les rations K (repas plus légers et transportables). Les rations A et B fournissent environ 4 300 calories par jour et les rations C environ 3 300 calories par jour.
Bien que la qualité de la nourriture soit souvent adéquate, les soldats se lassent souvent des repas répétitifs. Sur les théâtres d'Europe et du Pacifique, les soldats ont eu du mal à maintenir des repas réguliers pendant les combats intenses ou dans les zones reculées. Alors que pendant la Première Guerre mondiale, les soldats étaient souvent confrontés à des pénuries alimentaires, pendant la Seconde Guerre mondiale, le processus d'alimentation des soldats dans les zones de combat s'est amélioré, même si les problèmes de malnutrition et de manque de nourriture fraîche persistent sur certains théâtres.

### Santé et hygiène
Les maladies constituaient un problème majeur sur les deux théâtres d'opérations. Dans le Pacifique, des maladies comme la malaria, la dysenterie et la fièvre des phlébotomes étaient courantes. En Europe, les affections liées au froid, comme le pied de tranchée, étaient courantes, en particulier lors des campagnes hivernales comme la bataille des Ardennes. L'hygiène laissait souvent à désirer sur le terrain, les soldats passant des semaines sans se laver ou porter des vêtements propres. L'épuisement au combat (aujourd'hui connu sous le nom de syndrome de stress post-traumatique) est devenu un problème important pendant la guerre. L'exposition à des combats prolongés a entraîné plusieurs effets psychologiques. Les soldats souffraient souvent de cauchemars, de réactions de sursaut, d'attaques de panique ou d'hystérie. Il y avait également des symptômes psychosomatiques tels que des troubles gastro-intestinaux comme des spasmes et des inflammations, de la cardiophobie ou de l'énurésie. L'armée américaine a commencé à prendre des mesures en matière de santé mentale pendant la guerre, même si les possibilités de traitement étaient encore limitées. Les soldats souffrant d'un stress important au combat étaient parfois retirés des lignes de front et bénéficiaient de périodes de repos.

## Formation

### Les hommes enrôlés
Au début de l'année 1940, les seuls centres de formation militaire aux États-Unis étaient les General and Special Service Schools, de petites institutions chargées de former un nombre limité d'individus. La tâche beaucoup plus importante de la formation de base de toutes les nouvelles recrues était laissée aux unités. Il était clair que ce système était inacceptable compte tenu de l'afflux massif de « citoyens soldats » que l'appel sous les drapeaux allait générer. En 1940, le ministère de la Guerre adopte donc un nouveau plan et des centres d'entraînement spéciaux, appelés Replacement Training Centers (RTC), sont mis en place dans tout le pays. L'objectif de ces RTC était de fournir aux unités tactiques un flux régulier d'hommes entraînés afin de soulager ces unités de leur fardeau d'entraînement pendant la mobilisation et le combat.

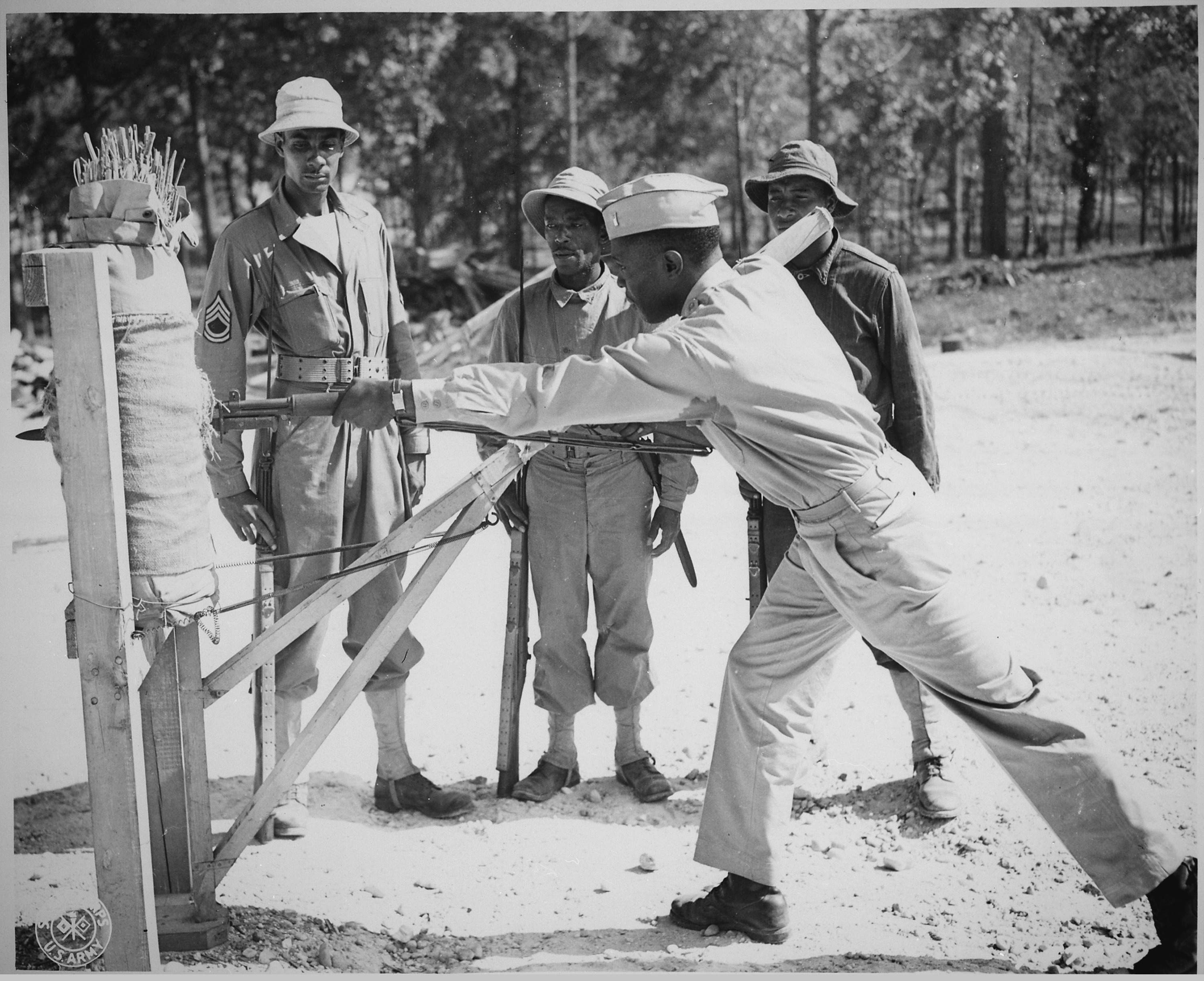
Soldats afro-américains à l'entraînement à la baïonnette

Douze centres pour les troupes terrestres ont commencé leur travail en mars 1941 : trois pour l'artillerie côtière, un pour les troupes de chars, un pour la cavalerie, trois pour l'artillerie de campagne et quatre pour l'infanterie. Au cours de l'année 1941, ils ont formé plus de 200 000 hommes. D'autres RTC ont été créés pour les nouvelles branches des forces armées, telles que la défense aérienne et les destroyers de chars. Ils formaient les hommes nouvellement recrutés aux matières militaires de base et aux techniques spéciales élémentaires de leur branche d'arme ou de leur service respectif. Les premières comprenaient des sujets tels que la discipline militaire, l'hygiène personnelle, les premiers secours, le service de garde et l'entretien et l'utilisation des armes personnelles. À l'origine, les cours duraient 12 à 13 semaines, mais immédiatement après l'attaque de Pearl Harbor, de nombreux programmes RTC ont été raccourcis à 8 semaines. Cette mesure n'a toutefois pas duré longtemps et, à l'automne 1943, tous les cours, à quelques exceptions près, ont été fixés à 17 semaines.
Les combats terrestres de la Seconde Guerre mondiale exigeant des compétences complexes, le test de classification générale de l'armée a été mis au point. Son objectif était d'évaluer les capacités cognitives des recrues militaires. Il y avait :
- Des tests de classification destinés à classer tous les soldats en fonction de leur capacité à apprendre leurs tâches dans l'armée. Dans l'ensemble, ils mesurent le niveau général des capacités d'un homme plutôt que ses capacités dans un domaine spécifique. Dans de nombreux cas, les tests ont également permis d'écarter certains hommes. Ceux qui apprennent lentement, par exemple, peuvent être peu enclins à suivre une formation spécialisée, quelles que soient leurs aptitudes particulières.
- Les tests d'aptitude visent à classer les soldats en fonction de leur capacité à apprendre certains métiers de l'armée. Les tests d'aptitude générale, c'est-à-dire les tests qui mesurent l'aptitude à un domaine général, tel que la mécanique ou le travail de bureau, sont les plus utilisés. Les tests d'aptitude spécifiques, moins répandus, étaient destinés à mesurer l'aptitude à une tâche particulière.
- Les tests de niveau d'études pour évaluer le niveau d'études d'un homme Les tests de niveau d'études étaient administrés lorsqu'une formation dans une matière académique particulière était importante pour un emploi ou une formation.
- Les tests de connaissances professionnelles pour mesurer les informations relatives à un emploi particulier, de la même manière que les tests de réussite scolaire mesurent les connaissances d'un sujet académique. Ils ont pu être utilisés pour vérifier l'expérience dans la mesure où elle était indiquée par les informations relatives à l'emploi.[13]

### Officiers
Les candidats officiers étaient formés et sélectionnés pour être nommés dans une section des écoles des forces armées connue sous le nom d'écoles d'officiers (Officer Candidate Schools - OCS). Ces écoles ont été créées en juillet 1941 et ont remplacé les camps de formation d'officiers de la Première Guerre mondiale, mais avec la particularité que les candidats étaient limités aux adjudants et aux recrues ayant servi pendant au moins quatre à six mois au moment de l'admission. L'objectif fondamental était de créer un système de recrutement méritocratique et démocratique plutôt que de sélectionner de manière arbitraire de jeunes officiers issus d'une élite sociale et intellectuelle. L'OCS a pour mission de former des soldats de la branche respective des forces armées en tant qu'officiers de combat afin de couvrir les besoins de mobilisation qui ne peuvent être satisfaits par les officiers des forces armées régulières, de la réserve ou de la garde nationale.

### Solde
| Grade               | Temps de service |           |           |           |           |            |            |            |            |            |            |            |            |            |            |
| ------------------- | ---------------- | --------- | --------- | --------- | --------- | ---------- | ---------- | ---------- | ---------- | ---------- | ---------- | ---------- | ---------- | ---------- | ---------- |
|                     | moins que 3 ans  | sur 3 ans | sur 5 ans | sur 6 ans | sur 9 ans | sur 10 ans | sur 12 ans | sur 15 ans | sur 17 ans | sur 18 ans | sur 21 ans | sur 23 ans | sur 24 ans | sur 27 ans | sur 30 ans |
| General of the Army | 1,125 $          | ″″        | ″″        | ″″        | ″″        | ″″         | ″″         | ″″         | ″″         | ″″         | ″″         | ″″         | ″″         | ″″         | ″″         |
| General             | $666             | ″″        | ″″        | ″″        | ″″        | ″″         | ″″         | ″″         | ″″         | ″″         | ″″         | ″″         | ″″         | ″″         | ″″         |
| Lieutenant-General  | $666             | ″″        | ″″        | ″″        | ″″        | ″″         | ″″         | ″″         | ″″         | ″″         | ″″         | ″″         | ″″         | ″″         | ″″         |
| Major-General       | $666             | ″″        | ″″        | ″″        | ″″        | ″″         | ″″         | ″″         | ″″         | ″″         | ″″         | ″″         | ″″         | ″″         | ″″         |
| Brigadier general   | $500             | ″″        | ″″        | ″″        | ″″        | ″″         | ″″         | ″″         | ″″         | ″″         | ″″         | ″″         | ″″         | ″″         | ″″         |

| Grade                                         | Temps de service |           |           |           |           |            |            |            |            |            |            |            |            |            |            |
| --------------------------------------------- | ---------------- | --------- | --------- | --------- | --------- | ---------- | ---------- | ---------- | ---------- | ---------- | ---------- | ---------- | ---------- | ---------- | ---------- |
|                                               | moins que 3 ans  | sur 3 ans | sur 5 ans | sur 6 ans | sur 9 ans | sur 10 ans | sur 12 ans | sur 15 ans | sur 17 ans | sur 18 ans | sur 21 ans | sur 23 ans | sur 24 ans | sur 27 ans | sur 30 ans |
| Colonel                                       | $333             | $350      | ″″        | $366      | $383      | ″″         | $400       | $416       | ″″         | $433       | $450       | ″″         | $466       | $483       | $500       |
| Lieutenant Colonel moins de 30 ans de service | $291             | $306      | ″″        | $320      | $335      | ″″         | $350       | $364       | ″″         | $379       | $393       | ″″         | $408       | $422       |            |
| Lieutenant-Colonel plus de 30 ans de service  | $333             | $350      | ″″        | $366      | $383      | ″″         | $400       | $416       | ″″         | $433       | $450       | ″″         | $466       | $483       | $500       |
| Major moins de 23 ans de service              | $250             | $262      | ″″        | $275      | $287      | ″″         | $300       | $312       | ″″         | $325       | $337       |            |            |            |            |
| Major plus de 30 ans de service               | ″″               | ″″        | ″″        | ″″        | ″″        | ″″         | ″″         | ″″         | ″″         | ″″         | ″″         | $393       | $408       | $422       | $437       |

| Grade                                       | Temps de service          |           |           |           |           |            |            |            |            |            |            |            |            |            |            |
| ------------------------------------------- | ------------------------- | --------- | --------- | --------- | --------- | ---------- | ---------- | ---------- | ---------- | ---------- | ---------- | ---------- | ---------- | ---------- | ---------- |
|                                             | moins de 3 ans de service | sur 3 ans | sur 5 ans | sur 6 ans | sur 9 ans | sur 10 ans | sur 12 ans | sur 15 ans | sur 17 ans | sur 18 ans | sur 21 ans | sur 23 ans | sur 24 ans | sur 27 ans | sur 30 ans |
| Captain moins de 17 ans de service          | $200                      | $210      | ″″        | $220      | $230      | ″″         | $240       | $250       |            |            |            |            |            |            |            |
| Captain plus de 17 ans de service           | ″″                        | ″″        | ″″        | ″″        | ″″        | ″″         | ″″         | ″″         | $312       | $325       | $337       | ″″         | $350       | $362       | $375       |
| First Lieutenant moins de 10 ans de service | $166                      | $175      | ″″        | $183      | $191      |            |            |            |            |            |            |            |            |            |            |
| First Lieutenant plus de 10 ans de service  | ″″                        | ″″        | ″″        | ″″        | ″″        | $230       | $240       | $250       | ″″         | $260       | $270       | ″″         | $280       | $290       | $300       |
| Second Lieutenant moins de 5 ans de service | $150                      | $157      |           |           |           |            |            |            |            |            |            |            |            |            |            |
| Second Lieutenant plus de 5 ans de service  | ″″                        | ″″        | $175      | $183      | $191      | ″″         | $200       | $208       | ″″         | $216       | $225       | ″″         | $233       | $241       | $250       |

| Grade                 | Temps de service          |           |           |           |           |            |            |            |            |            |            |            |            |            |            |
| --------------------- | ------------------------- | --------- | --------- | --------- | --------- | ---------- | ---------- | ---------- | ---------- | ---------- | ---------- | ---------- | ---------- | ---------- | ---------- |
|                       | moins de 3 ans de service | sur 3 ans | sur 5 ans | sur 6 ans | sur 9 ans | sur 10 ans | sur 12 ans | sur 15 ans | sur 17 ans | sur 18 ans | sur 21 ans | sur 23 ans | sur 24 ans | sur 27 ans | sur 30 ans |
| Warrant officer       | $150                      | $157      | ″″        | $165      | $172      | ″″         | $180       | $187       | ″″         | $195       | $202       | ″″         | $210       | $217       | $225       |
| Chief Warrant officer | $175                      | $183      | ″″        | $192      | $201      | ″″         | $210       | $218       | ″″         | $227       | $236       | ″″         | $245       | $253       | $262       |

| Grade               | Temps de service          |           |           |           |           |            |            |            |            |            |            |            |            |            |            |
| ------------------- | ------------------------- | --------- | --------- | --------- | --------- | ---------- | ---------- | ---------- | ---------- | ---------- | ---------- | ---------- | ---------- | ---------- | ---------- |
|                     | moins de 3 ans de service | sur 3 ans | sur 5 ans | sur 6 ans | sur 9 ans | sur 10 ans | sur 12 ans | sur 15 ans | sur 17 ans | sur 18 ans | sur 21 ans | sur 23 ans | sur 24 ans | sur 27 ans | sur 30 ans |
| Corporal            | $66                       | $69       | ″″        | $72       | $75       | ″″         | $79        | $82        | ″″         | $85        | $89        | ″″         | $92        | $95        | $99        |
| Private First Class | $54                       | $56       | ″″        | $59       | $62       | ″″         | $64        | $67        | ″″         | $70        | $72        | ″″         | $75        | $78        | $81        |
| Private             | $50                       | $52       | ″″        | $55       | $57       | ″″         | $60        | $62        | ″″         | $65        | $67        | ″″         | $70        | $72        | $75        |

### Promotion
À l'exception des recommandations pour la promotion des officiers aux grades de colonel et de lieutenant-colonel des unités subordonnées au commandant en chef des forces terrestres de l'armée, toutes les recommandations étaient adressées directement à l'adjudant général (le principal officier administratif de l'armée américaine). Le seul critère de promotion était la démonstration de l'aptitude et de la capacité à assumer les fonctions et les responsabilités du grade supérieur. Sauf dans les unités engagées dans des opérations de combat sur un théâtre d'opérations actif, aucun officier n'était normalement promu à plus d'un grade à la fois, et aucun officier promu ne l'était à nouveau avant d'avoir servi au moins six mois dans le grade auquel il avait été promu en dernier lieu. En règle générale, aucun officier, à l'exception d'un sous-lieutenant, n'est recommandé pour une promotion avant d'avoir démontré, par un service distingué d'au moins six mois, son aptitude à être promu au grade supérieur et sa capacité à remplir les fonctions correspondantes. Si un officier qui n'était pas sous-lieutenant avait, de l'avis d'un général ayant une connaissance personnelle des circonstances, clairement démontré son aptitude à être promu dans un délai plus court, le ministère de la Guerre envisageait de renoncer à cette exigence, à condition que la recommandation énonce clairement les circonstances qui l'avaient motivée et qui justifiaient la promotion.

## Service médical
Les infirmiers suivaient une formation militaire de base avec les soldats d'infanterie réguliers afin de les préparer à intervenir sur le champ de bataille. Cette formation comprenait la condition physique, le maniement des armes (bien que la plupart des infirmiers ne portaient pas d'armes) et la tactique militaire. Après la formation de base, les infirmiers recevaient une formation médicale spécifique. Cela comprenait une formation dans les domaines suivants :
- Premiers secours (pose de bandages, d'attelles, arrêt des hémorragies).
- Traitement des états de choc.
- Administration de morphine pour soulager la douleur.
- Application de garrot
- Traitement des brûlures, des fractures et d'autres blessures courantes sur le champ de bataille.
- Hygiène de base et prévention des maladies.

La formation des infirmiers était généralement plus courte que celle des médecins et des infirmières, mais elle était fortement axée sur l'application pratique de techniques de sauvetage sous haute pression et en situation de combat. De nombreux infirmiers de l'armée ont fréquenté la Medical Field Service School à Carlisle Barracks, en Pennsylvanie, où ils ont appris l'évacuation sur le champ de bataille, le triage et d'autres techniques médicales avancées. Cette formation mettait l'accent sur la prise de décision rapide et la capacité à travailler dans des conditions de stress extrême.

### Équipement médical
Un infirmier de l'armée américaine pendant la Seconde Guerre mondiale était équipé d'un grand nombre d'outils et de fournitures médicales afin de pouvoir fournir une aide immédiate sur le champ de bataille. Ces outils étaient transportés dans un sac ou une trousse médicale spéciale. Les objets suivants faisaient typiquement partie de l'équipement standard d'un secouriste :
- Trousses de premiers secours : elles contenaient des bandages, de la gaze, du ruban adhésif, des antiseptiques et des ciseaux.
- Syrettes à morphine : de petites seringues préremplies de morphine étaient utilisées pour soulager la douleur des soldats gravement blessés.
- Des seringues de saignée : Les secouristes les portaient sur eux pour arrêter les saignements importants dus à des blessures aux membres.
- Poudre de sulfonamide : il s'agissait d'un agent antibactérien utilisé pour prévenir l'infection des plaies.
- Pansements et attelles : Les secouristes avaient accès à une grande variété de bandages et d'attelles pour stabiliser les fractures et protéger les plaies.
- Comprimés de purification d'eau : Les secouristes avaient également ces comprimés avec eux pour garantir une eau potable propre sur le terrain.
- Brancardage : pour évacuer les blessés du champ de bataille.

Les ambulanciers portaient clairement l'insigne de la Croix-Rouge sur leur casque et leur brassard, même si cette protection n'était pas toujours respectée par les troupes ennemies.

### Traitement
Le traitement des soldats blessés s'effectuait selon un système structuré allant des soins immédiats sur le champ de bataille aux différents niveaux des établissements médicaux : la première étape des soins se déroulait directement sur le champ de bataille. Les infirmiers se précipitaient vers les blessés, qui étaient souvent sous le feu, pour leur prodiguer des soins immédiats. Cela consistait généralement à stopper les hémorragies, à administrer de la morphine et à stabiliser le patient pour le transport. Une fois les premiers soins prodigués, les soldats étaient évacués vers des postes de secours de bataillon ou de régiment, situés juste derrière le front. Dans ces postes de secours, les officiers sanitaires effectuaient un triage, c'est-à-dire qu'ils classaient les soldats en fonction de la gravité de leurs blessures et procédaient à des traitements plus poussés comme des transfusions sanguines ou des opérations d'urgence. Depuis les postes de secours, les soldats gravement blessés étaient évacués vers des structures médicales plus importantes telles que les hôpitaux de campagne ou les hôpitaux d'évacuation.

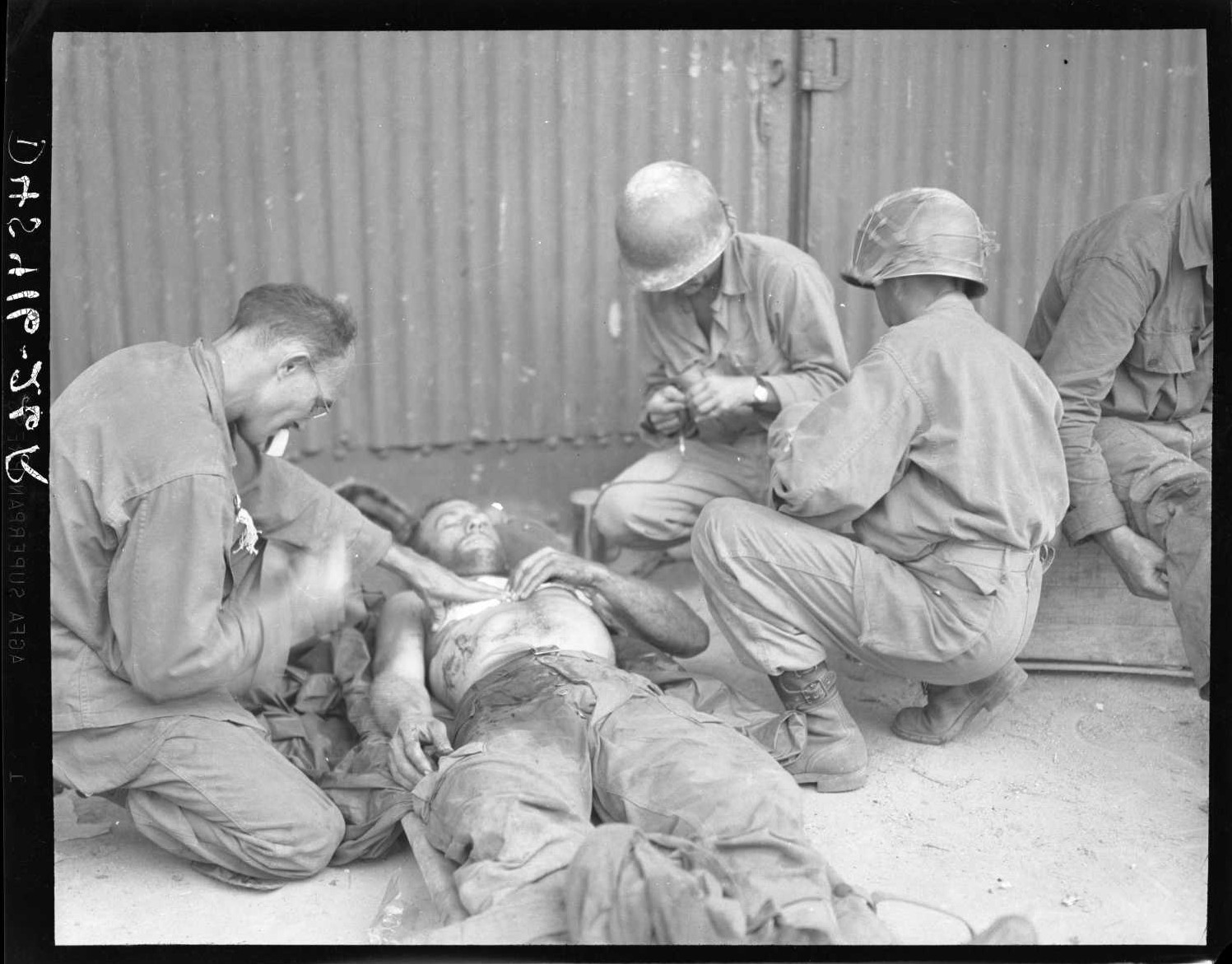
Le patient arrive à la section arrière du poste de secours du 2e bataillon, 129e d'infanterie, en provenance de la section avant. Il recevra tous les soins d'urgence nécessaires avant de se rendre au poste de collecte. Manille, îles Philippines.

Ces hôpitaux se trouvaient souvent à plusieurs kilomètres à l'arrière du front et offraient un traitement chirurgical et médical plus complet. Les soldats souffrant de blessures graves qui ne pouvaient pas être traitées de manière adéquate sur place étaient évacués de la zone de combat vers des hôpitaux généraux, souvent situés en Grande-Bretagne ou aux États-Unis. Ces hôpitaux proposaient des soins de longue durée, des services de rééducation et de convalescence. Les soldats blessés étaient transportés par différents moyens, dont des jeeps, des camions, des ambulances et, dans certains cas, des avions. L'évacuation aérienne a constitué une avancée majeure pendant la Seconde Guerre mondiale, car elle a permis de transporter les soldats vers les hôpitaux beaucoup plus rapidement que lors des guerres précédentes. L'une des avancées les plus importantes pendant la guerre a été l'utilisation généralisée de la pénicilline pour traiter les infections. Cet antibiotique a permis de réduire considérablement le nombre de décès dus à des plaies infectées.

## Départements

### Women's Army Corps
Le Women's Army Corps (WAC) a été fondé à l'origine sous le nom de Women's Army Auxiliary Corps (WAAC) le 15 mai 1942. Sa création a été initiée par Edith Nourse Rogers, membre du Congrès, qui a présenté un projet de loi visant à intégrer officiellement les femmes dans le service militaire. L'objectif était d'employer les femmes dans des fonctions non combattantes afin de libérer les hommes pour le service en première ligne. L'introduction du WAAC s'est heurtée à plusieurs difficultés. Tout d'abord, les préjugés sociaux à l'encontre des femmes dans l'armée étaient très répandus et il y avait un certain scepticisme quant à leurs capacités et à leur potentiel. En outre, la structure juridique initiale du WAAC était problématique, car les femmes n'avaient pas le même statut que les soldats masculins et ne bénéficiaient donc pas des mêmes droits et avantages. Cette situation a changé en juillet 1943, lorsque le WAAC a été transformé en Women's Army Corps, conférant ainsi aux femmes un statut militaire à part entière. Comme les hommes, les femmes doivent également passer un examen médical pour déterminer leur aptitude. Les candidates devaient être âgées de 21 à 45 ans, ne pas avoir de famille, mesurer au moins 4,98 pieds et peser au moins 99,20 livres. L'entraînement standard au WAC durait environ quatre à six semaines. Cette formation de base comprenait la discipline militaire, l'entraînement physique et une formation spécifique en fonction du rôle prévu. En fonction de la spécialisation, la formation peut durer plus longtemps si des compétences techniques ou spécialisées supplémentaires sont requises.

### Army Ground Forces
Les forces terrestres de l'armée (AGF) étaient composées d'infanterie, de cavalerie, de blindés et d'artillerie. Moins de la moitié des troupes tactiques des forces terrestres de l'armée étaient effectivement affectées à des divisions ; elles étaient plutôt réparties dans des unités de combat et de service non divisionnaires. Le 31 mars 1945, par exemple, le rapport était d'environ 15:12 (1 468 941 millions pour 1 194 398 millions). A cela s'ajoutent 1 204 976 millions dans les unités liées à la FAA dans la zone de communication (« Com Z »). En 1943, toutes ces unités étaient répertoriées comme GHQ Reserve. Ces unités de réserve sont regroupées en bataillons. Les corps et les armées sont ensuite équipés de ces bataillons en fonction des besoins, les niveaux de la brigade et du régiment étant abandonnés.

#### Infanterie
La Seconde Guerre mondiale a donné lieu au plus important renforcement de l'infanterie américaine à ce jour. Entre 1941 et 1943, l'augmentation a été de 60 %, de sorte que 317 régiments d'infanterie de différents types ont été mobilisés à la fin de la guerre. Ces régiments comprenaient des types d'infanterie jusqu'alors inconnus, tels que les trois régiments de montagne, les 12 régiments de planeurs et les 16 régiments de parachutistes. En outre, il y avait 99 bataillons différents, dont certains étaient chargés de tâches hautement spécialisées Le fusil d'assaut de l'armée était le M1 Garand, introduit en 1936. Toutefois, les unités de soutien à l'étranger étaient encore équipées du Springfield M1903 jusqu'en 1944. Même lorsqu'elles étaient armées du M1, les unités portaient un M1903 avec un lance-grenades M1 jusqu'à la fin de l'année 1943, lorsque le lance-grenades M7 est devenu disponible pour le M1. L'arme de poing standard était le Colt M1911. En outre, il y avait le revolver Smith & Wesson Model 10 et le revolver M1917  À partir de 1943, une version carabine du M1 a été émise pour compléter ou remplacer le revolver Smith & Wesson Model 10, destiné aux officiers et aux troupes de seconde ligne telles que les chauffeurs, les artilleurs, les députés, etc.

#### Artillerie
L'artillerie était divisée entre le corps d'artillerie de campagne et le corps d'artillerie côtière. L'artillerie de campagne était responsable de l'artillerie qui accompagnait l'armée sur le terrain, tandis que l'artillerie côtière défendait la terre contre les attaques aériennes et maritimes. L'artillerie de campagne, qui comprenait des canons légers, des canons de montagne, des canons moyens et des canons lourds, avait pour mission d'appuyer les troupes de combat en marche par des tirs rapprochés et continus. En outre, elle soutenait les troupes en profondeur par des tirs de barrage, des tirs sur les réserves ennemies, des tirs visant à restreindre les mouvements à l'arrière et à perturber les structures de commandement. Avant 1943, chaque corps d'armée était soutenu par une brigade d'artillerie de campagne indépendante composée d'un canon de 155 mm et de deux régiments d'obusiers de 155 mm, ainsi que d'un bataillon d'observation.
Une brigade d'artillerie de campagne, composée d'un régiment d'obusiers de 155 mm et de deux régiments d'obusiers de 75 mm, était incorporée dans chaque division carrée, mais au cours de la tripartition de ces divisions, leurs brigades ont été dissoutes. En 1943, l'armée a introduit le système des bataillons/groupes, qui a supprimé l'ancienne brigade fixe et l'a remplacée par une structure de brigade flexible. L'armée disposait d'un large éventail de bataillons d'artillerie de campagne, chacun doté d'une arme et d'un moyen de transport spécifiques. Ils étaient divisés en artillerie légère (75 mm à 105 mm), artillerie moyenne (115 mm à 155 mm) et artillerie lourde (155 mm à 240 mm). En raison de l'approvisionnement critique en munitions en Europe, l'artillerie de campagne a même converti certains bataillons et batteries en divers canons allemands et français afin de bénéficier des stocks de munitions capturés.

#### Armored Corps
Le Armored Corps a été créé en juillet 1940, influencé par le succès des tactiques allemandes de blitzkrieg. En l'espace d'une semaine, le 1er corps blindé a été formé, composé des 1ère et 2ème divisions blindées, toutes deux activées le 15 juillet. En outre, la « Force blindée » comprend le 70e bataillon de chars d'assaut en tant qu'unité distincte de la division. Au fur et à mesure que l'armée s'agrandit, les divisions et les corps blindés s'agrandissent également. Le IIe corps blindé est créé en février 1942, le IIIe en août 1942 et le IVe en septembre 1942. Ces créations sont conformes à la doctrine de l'époque, qui stipule que les divisions blindées doivent être déployées dans des corps spécialisés composés de deux divisions blindées et d'une division motorisée. Cependant, en février 1944, toutes les unités blindées ont été réaffectées aux corps d'armée et aux armées, et les corps blindés ont été convertis en corps réguliers.

#### Cavalerie
Au début des combats en Europe, la cavalerie de l'armée américaine était déjà partiellement mécanisée. Les 1er et 13e régiments de cavalerie étaient déjà entièrement équipés et regroupés au sein de la 7e brigade de cavalerie dans le cadre des forces blindées. Les 4e et 6e régiments de cavalerie étaient partiellement mécanisés, c'est-à-dire que leurs chevaux étaient transportés dans de grands chariots qui pouvaient suivre le rythme des autres véhicules à moteur, être déchargés rapidement et être déployés à cheval. Dix régiments purement hippomobiles subsistent dans l'armée régulière, dont huit sont regroupés en deux divisions de cavalerie à la fin de l'année 1941. Avec l'abolition du bureau du chef de la cavalerie en mars 1942, les forces terrestres de l'armée ont accéléré l'achèvement de la mécanisation. Les 2e, 3e, 11e et 14e régiments de cavalerie sont dissous en 1942 et réactivés en 1943 en tant que cavalerie entièrement mécanisée à égalité numérique. Les quatre divisions de cavalerie et les dix-sept régiments de cavalerie de la Garde nationale ont été dissous en 1940, ne laissant que sept régiments partiellement mécanisés et une brigade composée de deux régiments de cavalerie du Texas. Ces deux derniers régiments étaient utilisés comme infanterie à pied, tandis que les autres étaient entièrement mécanisés.

#### Army Air Forces
L'Army Air Forces (AAF) est le successeur de l'Army Air Corps et le prédécesseur de l'actuelle US Air Force. L'AAF a été fondée en juin 1941 en tant que division indépendante au sein de l'armée. En 1941, quatre flottes aériennes américaines étaient stationnées sur le continent américain. Deux autres unités, la Philippine Department Air Force et la Hawaiian Department Air Force, étaient stationnées dans le Pacifique, tandis que la Panama Department Air Force était située dans les Caraïbes. L'Alaskan Air Force, tout aussi réduite, surveille l'Alaska et les îles Aléoutiennes. La défense continentale de base se concentrait sur les forces aériennes tactiques, qui étaient au nombre de quatre au début de la Seconde Guerre mondiale : la 1re AF (Mitchel Field, Long Island, New York), la 2e AF (HQ Geiger Field, Spokane, État de Washington), la 3e AF (HQ MacDill Field, Tampa, Floride) et la 4e AF (HQ March Field, Riverside, Californie). Toutes ont été créées au cours de l'hiver 1940-1941 en tant que districts aériens sous l'égide de l'ancien GHQAF.
Elles étaient organisées en unités de combat aérien, chacune se voyant attribuer une zone spécifique des États-Unis dans laquelle elle devait opérer : 1st AF, côte est ; 2nd AF, nord-ouest et montagnes ; 3rd AF, sud-est ; et 4th AF, le long de la côte ouest et dans le sud-ouest. Leur mission initiale était de fournir des unités et des avions pour la défense du territoire continental des États-Unis et de participer aux exercices de combat et aux manœuvres avec les forces terrestres de l'armée. Par la suite, elles ont surtout organisé et formé des unités et des équipages de bombardiers, de chasseurs et d'autres types d'appareils pour les opérations à l'étranger. Le chef d'état-major de l'armée de l'air était membre des chefs d'état-major combinés et des chefs d'état-major interarmées, qui définissaient les objectifs et les plans stratégiques des forces alliées. L'état-major de l'armée de l'air était l'instrument du général commandant, lui permettant de diriger et de contrôler toutes les parties de l'AAF dans le monde entier. Le haut commandement de l'AAF comprenait également le commandant adjoint et chef d'état-major de l'armée de l'air, l'état-major de l'armée de l'air, qui se composait de quatre chefs adjoints, de six chefs d'état-major adjoints de l'armée de l'air (chacun responsable des plans, des opérations, des engagements et des besoins, du personnel, du renseignement, de l'entraînement et du matériel, de la maintenance et de la distribution) et de plusieurs officiers spécialistes, chacun d'entre eux étant spécialisé dans un domaine particulier.

#### Army Service Forces
Les forces de service de l'armée (ASF) étaient composées du corps du génie, du corps des transmissions, du département des munitions, du corps des quartiers-maîtres, du service de guerre chimique et du département médical. Les principales tâches des forces de service de l'armée comprenaient la logistique et l'approvisionnement, l'organisation et la gestion du réapprovisionnement en nourriture, carburant, munitions et autres matériaux afin d'assurer un flux continu de ressources vers les lignes de front. Les ASF étaient également responsables du transport, coordonnant le mouvement des troupes et de l'équipement par voie terrestre, maritime et aérienne. Un autre domaine important était l'entretien et la réparation des véhicules, des armes et des équipements. Les FSA installent des ateliers et des dépôts dans les zones de guerre afin de garantir la disponibilité opérationnelle de l'armée. En outre, elles étaient responsables de la construction d'installations militaires, de routes et d'aérodromes, ce qui incluait également le développement de l'infrastructure dans les zones libérées. Les soins médicaux constituaient également une tâche centrale de la FAA. Elles organisaient le service médical et l'évacuation des blessés ainsi que l'administration des hôpitaux de campagne et des cliniques. Enfin, elles prenaient en charge l'administration et la gestion du personnel, y compris le recrutement et la formation des soldats pour les tâches logistiques.

## Racisme
Le Selective Service Act de 1940 permettait également l'incorporation d'un nombre d'Afro-Américains équivalent à leur pourcentage dans la population nationale, ce qui représentait 10,6 %. Cependant, comme la majorité des Afro-Américains étaient généralement classés dans les deux classes d'intelligence les plus basses, il y avait une forte résistance à l'incorporation de ce pourcentage prédéterminé. L'armée a soutenu que si 10,6 % de tous les conscrits étaient noirs, elle devrait organiser dix de ses unités de combat entièrement composées d'Américains de couleur.
Bien que les soldats noirs aient été exposés à des ressentiments raciaux dès leur appel, ils étaient plus contrariés par l'incapacité du gouvernement à les protéger et à les utiliser au combat que par le problème de la ségrégation raciale. En effet, la majorité des soldats noirs semblaient avoir accepté la réalité d'une armée ségréguée. Une enquête de 1943 sur les troupes noires menée par le département de la guerre a révélé que seulement 20 % des répondants considéraient l'armée comme injuste. Cette résignation ne se traduisait cependant pas par une acquiescence au statu quo. La même enquête du département de la guerre a demandé aux soldats noirs quel sujet ils aborderaient avec le président Roosevelt s'ils avaient l'occasion de lui parler. La moitié des répondants ont indiqué qu'ils discuteraient de la discrimination raciale. L'enquête montre que la Seconde Guerre mondiale représentait un moment crucial dans la vie de ces GIs noirs. Ils anticipaient de meilleurs résultats, exprimaient leurs opinions et résistaient à l'oppression. Par exemple, lorsque les soldats noirs ont été interrogés sur leur croyance en une amélioration de leurs droits et privilèges après la guerre, 43 % ont répondu par l'affirmative.
Bien que le nombre de soldats noirs dans l'armée ait atteint environ 700 000, la ségrégation limitait cependant les postes qu'ils pouvaient occuper. Par exemple, à la fin de 1943, seulement 20 % des soldats noirs servaient effectivement dans des unités de combat. Malgré les contributions des unités de service noires, les responsables militaires avaient généralement refusé d'envoyer des troupes noires au combat durant les deux premières années de la Seconde Guerre mondiale. Pourtant, jusqu'en janvier 1944, aucun haut responsable militaire n'avait exposé les stéréotypes raciaux qui empêchaient les soldats noirs d'entrer en combat. Le secrétaire à la guerre, Henry Stimson, a déclenché une controverse avec sa réponse à une lettre du représentant Hamilton Fish, un congressiste de New York. Fish, un homme blanc qui avait commandé des troupes noires pendant la Première Guerre mondiale, voulait savoir pourquoi l'armée n'avait pas envoyé de troupes noires au combat durant la guerre actuelle.
En réponse, Stimson a expliqué que les faibles scores éducatifs des conscrits noirs signifiaient que les unités noires "n'avaient pas été capables de maîtriser efficacement les techniques des armes modernes." Le représentant Fish a fait lire la lettre de Stimson dans le Congressional Record, et une tempête de controverse a éclaté. Les journaux noirs ont utilisé des titres tels que "Trop bêtes pour se battre" pour expliquer la lettre de Stimson à leurs lecteurs. Le député noir William Dawson a écrit une lettre de protestation au sous-secrétaire à la guerre John McCloy, qui a clairement exprimé ses pensées sur le sujet. "La lettre du secrétaire à la guerre," a écrit Dawson, "est largement considérée comme une insulte directe à chaque Noir du pays et une claque gratuite au visage de nombreux soldats noirs dans l'armée." En tant que vétéran de la Première Guerre mondiale, Dawson était familier avec le racisme dans l'armée. Il a écrit que la lettre de Stimson "représente l'attitude avec laquelle je... suis trop familier." Avec Truman Gibson, l'assistant civil du secrétaire à la guerre, qui avait l'oreille de Stimson, ils ont pu envoyer des troupes noires au combat d'ici le printemps 1944. Bien qu'il y ait eu certaines réformes pendant la guerre pour prévenir une escalade des conflits et donner aux soldats noirs une base légale pour exprimer leurs plaintes concernant la discrimination, la ségrégation raciale n'a été abolie qu'en 1948 par l'Ordre Exécutif 9981.

## Équipement

### Infanterie
- M1 Garand rifle
- M1 Garand Carabine
- M1903 Springfield rifle
- Thompson Submachine Gun
- M1911 Pistolet
- M1917 Revolver
- M1942 Liberator
- M97 Winchester Fusil à pompe
- M37 Ithaca Fusil à pompe
- M12 Winchester
- M31 Remington
- M520 Stevens
- M620A Stevens
- M10 Remington
- M11 Remington
- M720 Savage
- M1917 Browning mitrailleuse lourde
- M2 Browning mitrailleuse lourde
- M1919 Browning mitrailleuse
- M1941 Johnson mitrailleuse légère
- M1918 Browning Automatic Rifle mitrailleuse légère
- Bazooka Lance-roquettes
- M1 Lance-flammes
- M2 Lance-flammes
- M7 Baïonnette
- M8 Couteau de tranchée
- M1907 Sabre d'officier

### Artillerie
- M2 60 mm Mortier
- M1 80 mm Mortier
- M3 37 mm canon antichar
- M1 57 mm canon antichar
- M5 75 mm canon antichar
- M101 105 mm Obusier
- M3 105 mm Obusier
- M1 115 mm Canon
- M114 155 mm Obusier
- M1918M1 155 mm Canon
- M1 155 mm Canon
- M1 203 mm Obusier
- M1 203 mm Canon
- M1 240 mm Obusier

### Véhicules blindés

#### Char léger
- M3
- M5
- M22
- M24 Chaffee

#### Char moyen
- M3 Grant
- M4 Sherman

#### Char lourd
- Char M26 Pershing
- M6

#### Chasseur de chars
- M10
- M18 Hellcat
- M36

#### Canon automoteur
- M3 75 mm gun motor carriage
- M7 105 mm howitzer motor carriage
- M8 75 mm howitzer motor carriage
- M12 155 mm gun motor carriage
- M40 155 mm gun motor carriage
- M43 203 mm howitzer motor carriage

#### Char à roues
- M8 Greyhound
- M20 armored car
- M38 Wolfshound

#### Véhicules spéciaux
- M32 tank recovery vehicle
- Sherman crocodile Flamethrower
- M39 Armoured Utility Vehicle
- M33 Prime mover
- M34 Prime mover
- M35 Prime mover
- M2 Tractor
- M4 Tractor
- M5 Tractor
- M6 Tractor

### Véhicules de transport et de soutien
- M2 Halftrack
- M3 Halftrack
- M5 Halftrack
- M9 Halftrack
- M6 Bomb service truck
- M1 Heavy wrecking truck
- M1 Motorcycle
- Jeep
- 1,5 t 4×4 truck
- 2,5 t 6×6 truck
- 4 t 6×6 truck